# Børnefødselsdag
En børnefødselsdag bliver i Danmark ofte fejret med boller og varm kakao, en lagkage og evt. en kagemand med slik på.
Lagkagen er normalt forsynet med et antal lys, svarende til barnets alder. Det er del af traditionen at fødselsdagsbarnet med et pust skal forsøge at puste alle lysene ud.
Hvis barnet har nået skolealderen er det almindeligt at invitere alle piger, alle drenge eller alle børn fra klassen. Synes man dette er for omfangsrigt lader man ofte barnet dele slik eller lignende ud i klassen.
Det er tradition at synge fødselsdagssang, f.eks. "I dag er det .... fødselsdag" eller "...... har fødselsdag" , som er kendt som sangen med instrumenterne. En enkelt leg eller en skattejagt efter slikposer kan ofte være en del af fødselsdagen.